# まんだらけ

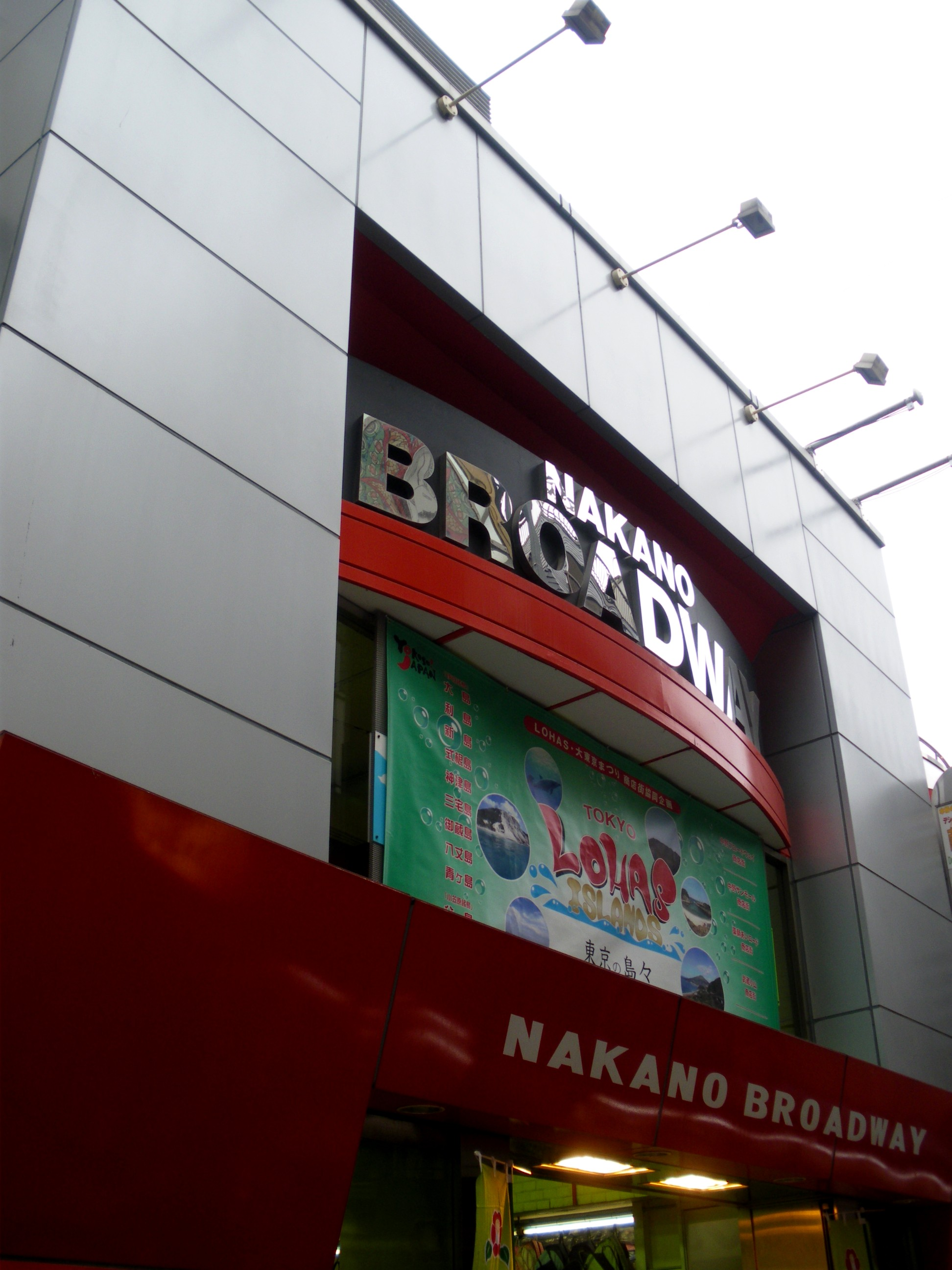
本店と本社が入っている中野ブロードウェイの入口（東京都中野区）

まんだらけは、漫画専門の古書店及びそれを運営する会社、または同社が発行していた冊子の名称。会社としての商号は株式会社まんだらけ（英: Mandarake Inc.）。

## 沿革
漫画雑誌『ガロ』（青林堂）で安部慎一、鈴木翁二と並び「ガロ三羽烏」や「一二三トリオ」と称された漫画家の古川益三が、1980年（昭和55年）（古川益三『まんだらけ風雲録』によると1982年）に東京都中野区にある中野ブロードウェイに漫画専門の古書店「まんだらけ」を開店したのが始まりである。
前身は東京都調布市にあった貸本屋（後に漫画専門古書店）「憂都離夜」（ゆとりや）で山口芳則（水木しげるの元アシスタント）らと創業した。
相場が確立していなかった漫画本に対し、希少価値を考慮した価格設定を行い、古書としての取引相場の基準を作った。また、マニアの間でも現存が疑われていた足塚不二雄の『UTOPIA 最後の世界大戦』を発掘し、100万円という値段（当時は手塚治虫漫画でも高くて20万から25万円程度）を付けた事で話題となった。
漫画専門店として有名になった事で、古川は後に『開運!なんでも鑑定団』（テレビ東京）に鑑定士として出演するようになった。しかし、すがやみつるの原稿を石ノ森章太郎の原稿と間違えるなど、鑑定眼に関しては疑問視する声もある。
1987年（昭和62年）には株式会社まんだらけを設立、会社組織として運営されるようになる。初代の社長は古川の父親で、古川は後に二代目社長となった。
中野ブロードウェイ内で店舗を増やし、中野ブロードウェイを日本屈指のおたくビルへと変貌させるきっかけを作った。やがて、漫画だけではなくアニメやゲーム等に関する音楽・映像ソフトや各種おもちゃ、アニメグッズ、同人誌、コスプレ衣装など、幅広いジャンルのマニア・おたく向け商品を扱うようになった。また、通販用に写真目録『まんだらけ漫画目録』（後の『まんだらけ』『まんだらけZENBU』）を制作し、古本漫画取引相場の基準となった。
1994年（平成6年）には都内に渋谷店を開店させ、以後、首都圏以外の政令指定都市を含めて各地に店舗を拡大させた。各店舗には何らかのコスプレをした店員を常時配置させたことでも話題となった。1999年（平成11年）にはアメリカ合衆国ロサンゼルスに進出。これを皮切りに海外各地に店舗を出すまでに至ったが、その後海外店舗は全て閉店している（海外向けにはインターネット通信販売を行っている）。
1995年（平成7年）には出版部を設立、『まんだらけ漫画目録』の発行を始めた。その後、出版部では古川の同人誌や通販目録を兼ねた冊子『まんだらけZENBU』、漫画家の画集、復刻版コミック等を編集・発行している。
2000年（平成12年）7月26日、マザーズに上場。公募価格125万円に対し、93万円で売り気配、取引が成立せず権利落ちとなったが、現在では「萌え関連銘柄」として認知されている。
2001年（平成13年）2月1日にストリーミング配信の研究開発会社であるアクティビジョンと資本提携し、映像配信事業を共同展開する予定だったが、後に資本を引き上げ、自社でインターネットテレビ「Mandaray」を開設した。
2008年（平成20年）4月5日、東京の秋葉原に自社ビル店舗「まんだらけコンプレックス」をオープンした。
2015年（平成27年）2月1日、上場市場が東京証券取引所第二部に変更された。

## 店舗

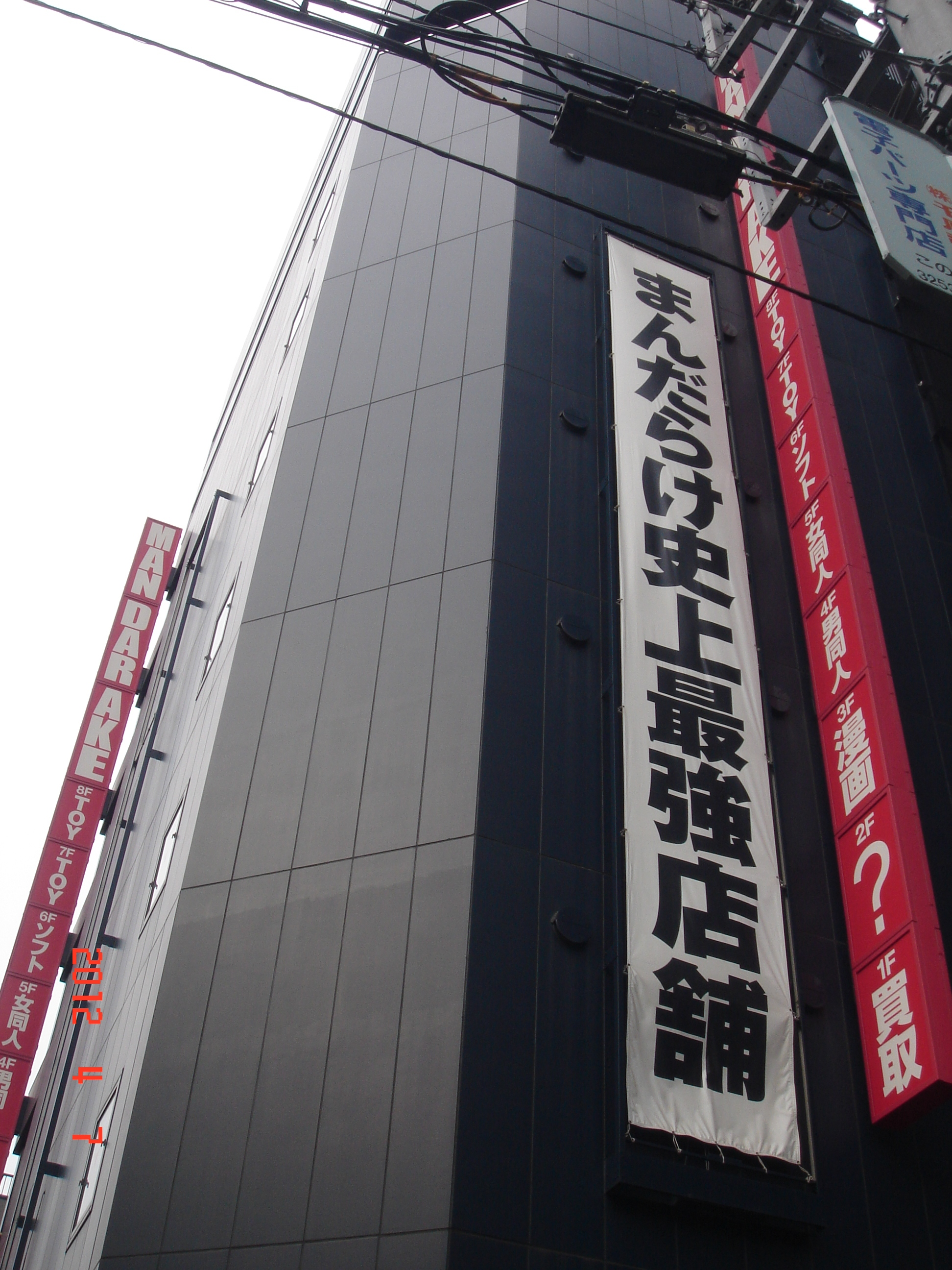
まんだらけコンプレックス

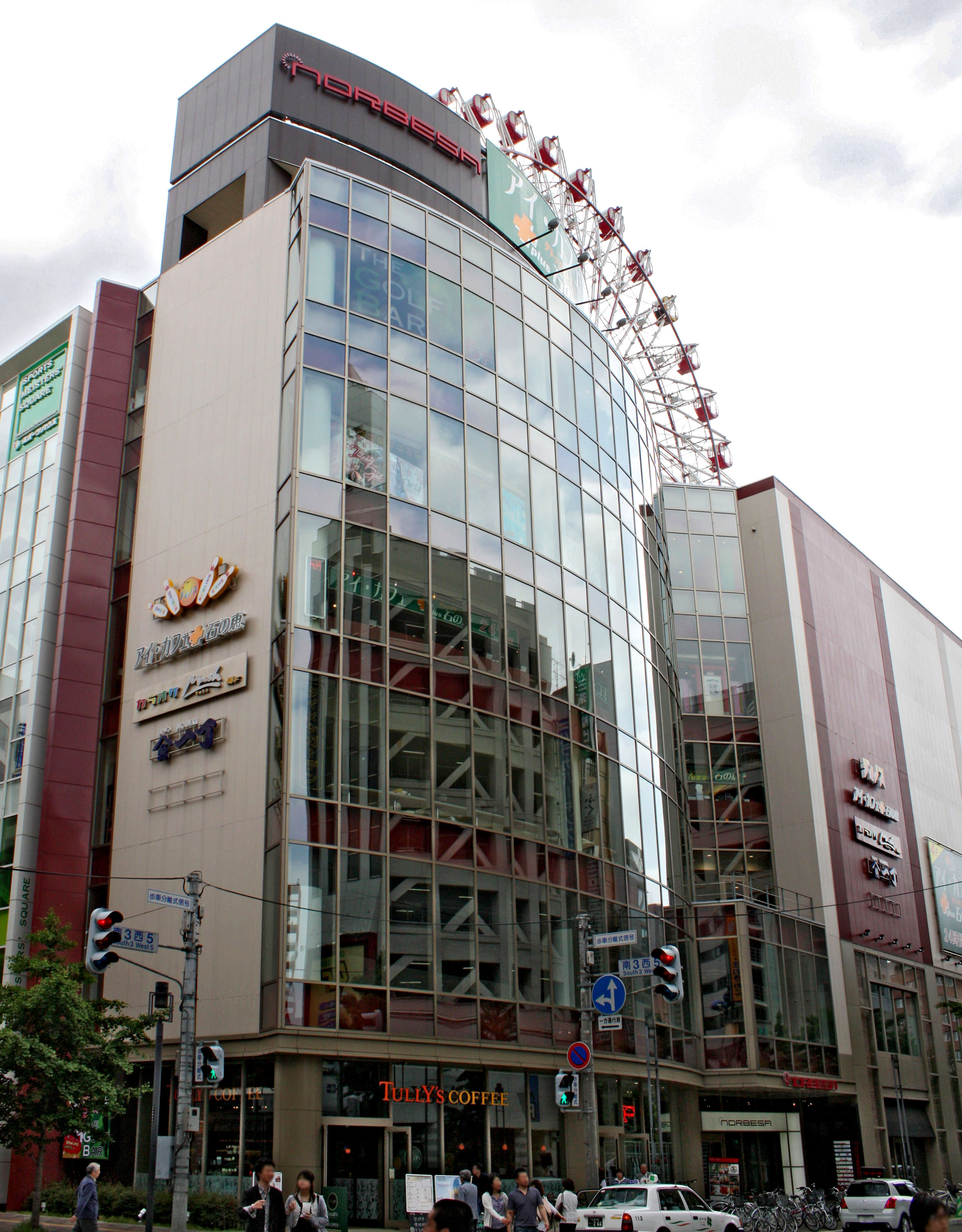
札幌店が入居するノルベサ

中野店を本拠地とし、主に政令指定都市に店舗を広げている。東北地方、北陸地方、中国・四国地方には店舗が存在しない。

### 北海道地方
- 札幌店（札幌市）：2012年（平成24年）3月17日に、ファッションビルCOSMO（現・札幌ナナイロ）5階からノルベサ2階に移転オープンした。これにより、店舗規模・店舗面積ともに以前の3倍となった。[6]

### 関東地方

#### 東京都内
- 中野店
  - 本店
  - スペシャル
  - マニア館
  - LIVE館
  - DEEP館
  - 変や
  - MANDARAY

などが中野ブロードウェイの2-4階に点在する。
- 渋谷店（渋谷）
- コンプレックス（秋葉原）：秋葉原店からの事実上の移転。
- 池袋店：池袋の「乙女ロード」にあり、主に女性向け商品を取り扱う。

上記のほか2019年12月14日、ソフトビニール人形（ソフビ）専門店 「まんだらけCoCoo」を秋葉原のJR高架下「SEEKBASE」内に開業。同月21日、TOY専門店「まんだらけ那由多」を池袋PARCO P'PARCO地下2階にオープンした。「那由他」では超合金、メタルビルドやロボット魂、S.H.フィギュアーツ、figma等のアクションフィギュア、ガンプラ、プライズ、コンバージといった食玩ものなど幅広い玩具を取り扱っている。
- 宇都宮店（栃木県宇都宮市 宇都宮Festa内）[9]。

- まんだらけSAHRA：通信販売と買取の施設で、千葉県香取市佐原市に所在[10]。

### 東海地方
- 名古屋店（愛知県名古屋市大須。錦エリアから2007年に移転）

### 近畿地方

#### 大阪市
- うめだ店（梅田地区の堂山町に所在）
- グランドカオス大阪市・難波（グランドカオス）※ なんば店からの事実上の移転先

#### 京都市
- 京都店（京都高島屋S.C.専門店エリア「T8」内）[11]

### 九州地方
- 小倉店（福岡県北九州市）※ 新宮店からの事実上の移転先
- 福岡店（福岡市）※ 2011年、北天神より現在地へ移転

### かつて存在した店舗

#### 東京都内
- 新宿店（新宿）
- 秋葉原店（秋葉原）
- 八王子店（八王子市）

#### その他
- 埼玉県大宮市（現さいたま市）※店名不明
- なんば店（大阪市難波）
- 新宮店（福岡県糟屋郡新宮町）

### 出店予定だった店舗
- 熊本市（熊本店）：2005年（平成17年）春、熊本市に進出するとまんだらけ公式サイトやその他広告媒体などで告知され、熊本県初の本格的な同人ショップがオープンすると期待されていた（それ以前は買い取りのみで中古の同人誌だけしか扱わない古本屋しかなかった）。だが諸般の事情により支店を進出させる計画が頓挫し、その4年後にメロンブックス熊本店がオープンすることになり、同店が熊本県初の本格的な同人ショップとなった。

## 事件

### 買取におけるトラブル
ヴィンテージグッズの買取販売を行う会社の性質上、買取を巡ってトラブルとなる事が度々ある。過去には盗難に遭った宮崎駿の水彩画『ラッパを吹く少年』が目録で販売されたり、アニメ制作会社から盗まれたセル画を買い取り販売しようとして元の制作会社から提訴されたりしたこともある。また、ワンダーフェスティバルで当日版権が許可された上で発売されたガレージキットを現地で仕入れて店頭で売っている事なども問題となった。
2003年、渡辺やよいの原稿がインターネットオークションに出品されていることが発端となり、まんだらけが盗難品である渡辺や弘兼憲史らの原稿を売買していた事実が明るみに出る。「単行本を復刻する」として漫画家から原稿を預かっていた「さくら出版」が2002年に倒産、原稿を漫画家に返還せず、まんだらけに転売したとされる。当初、まんだらけ側は「盗品であるとの確証がもてない」ことを理由に漫画家の返還要求を拒否していたが、その後の訴訟で原稿は返却された。詳細は「漫画原稿を守る会」を参照。
2015年2月頃、インターネットを介して買い取りを行った際に古物営業法に定められた本人確認を怠ったとして、2016年3月、警視庁は法人としてのまんだらけと社長の古川を書類送検し、7月25日に東京簡易裁判所が両者に罰金刑の略式命令を出したほか、東京都公安委員会も買い取りを行っていたコンプレックス店に対して9月12日から1ヶ月間の宅配買い取り業務の営業停止処分を下している。
2018年5月10日、まんだらけオークションにおいて、梶原一騎とながやす巧の作品『愛と誠』のカラー原画が売買されていた事実が発覚し、騒動となる。掲載誌であった『週刊少年マガジン』の編集部によると、1974年頃、テレビ局やレコード会社に貸し出した際に行方不明となったカラー原画10枚とモノクロ原画5枚のうちの1枚とされる。当時、警察にも紛失届が提出され、ながやす本人も外部へ譲渡・売却した事実はないとしている。講談社は原画を返却するよう求めたがまんだらけ側はそのままオークションサイトで販売、400万円の高値で落札された。まんだらけ側は「編集部に非のある話であり、出版社がオークションで落札すべきであった」と公式サイトで反論している。
2023年12月7日、フリマアプリ「メルカリ」で商品を買い取る際に身分確認をしなかったなどとして、警視庁はまんだらけの前社長と法人としての同社を古物営業法違反の疑いで書類送検した。 前社長は容疑を認め、「フリマアプリ側が身分を確認しているので、うちは確認しなくていいと思っていた」と説明しているという。

### 万引き画像公開をめぐる是非
2014年8月4日17時頃、中野店4Fの変やにおいて、野村トーイ製の「鉄人28号 No.3 ゼンマイ歩行」（約25万円）のブリキ人形が盗まれる万引き窃盗事件が発生。これに対して、まんだらけは自社のウェブサイトで、防犯カメラで撮影された犯人と思われる男の顔写真をモザイク入りで公開し、「8月12日までに返しに来ない場合、顔写真のモザイクを外して公開する」という旨の窃盗被害品返還の呼びかけを掲載した。
こうした声明に対し弁護士などの法律関係者は、あくまで法律遵守の観点から、警察がウェブサイトで公開する場合を除き、一企業が勝手に顔写真を晒す行為は「人の名誉に対して害を加える告知をしているといえるので、店側が脅迫罪として処罰される可能性がある」と指摘している。また、警視庁も中止を要請していた。これに対してまんだらけでは、「法的リスクを承知のうえで公開する」としていたが、最終的に中止を決めた。
この件について社長の古川益蔵は「一言で言えば、商品を返してもらいたかったということだ。我慢の限度だった」としつつ、反響については「「何でこんなことを」という声と「よくやった」という声が50:50だったが、最後は90%が「よくやった」だった。反響の大きさには正直驚いた」と語っている。タレントの中川翔子なども画像公開を支持し、犯人への怒りを露わにしていた。
同年8月19日に警視庁捜査3課が、千葉市在住の50歳の男を窃盗容疑で逮捕した。同月7日に中野区内の別の古物商に64,000円で売却しており、そこから関与が浮上した。警察の調べに対して容疑を認めており、動機について「ショーケースのガラス戸が少し開いていたので盗んだ、売ってお金にしようと思った」、まんだらけが警告を出したことについても「玩具を売ってから知った」と語っているという。同年10月17日に行われた初公判では、この男が以前にも秋葉原のまんだらけの店舗でも約200万円のソフトビニール製の人形「宇宙怪人 ササヒラー」を万引きしており、この時は店側と示談していたことが明らかにされた。同月31日の判決公判では「転売目的で高額な玩具を狙って万引きしており、刑事責任には相応の重さがある」としつつも、転売先とは示談が成立し、玩具がまんだらけに返還される見込みであるほか、弁償も一部済んでいるとして刑の執行を猶予するのが相当とだとし、懲役1年、執行猶予3年の判決が言い渡された。

### 残業代不払い・過重労働関連
2012年11月16日、元社員の女性が、未払いの残業代229万46円と付加金219万46円の支払いを求める訴えを東京地裁に提起した裁判で、「被告は原告に対し、223万3,606円を支払え」（未払金）、「被告は原告に対し、210万8,165円を支払え」（付加金）と命じた判決が出され、原告の主張が全面的に認められた。
また、2012年11月16日にも、元社員1人がまんだらけを相手取り、未払い賃金140万7,750円、付加金132万4959円、不法行為責任して10万円の支払いを求める訴えを東京地裁に起こしている。

### アダルトショップ営業・摘発問題
2021年8月28日に中野ブロードウェイ内に開店した、アダルトDVDなどを扱う「まんだらけ禁書房」について、同年9月14日に警視庁保安課が家宅捜索を行い、10月21日付で法務担当役員と法人としてのまんだらけを書類送検した。開店当初より近隣のファンシーショップから「営業を続けるのが厳しい状況」にあると表明、中野区役所や中野警察署に苦情や抗議が寄せられていた。まんだらけ側は「中野店のテナントの一部」と考え「アダルトショップの営業許可は不要と考えていた」としていたが、保安課は禁書房が他のテナントと接しておらず、独立した店舗であると判断。風営法及び東京都条例に定められた「病院の周囲200メートルの区域内ではアダルトショップ（性風俗関連特殊営業の5号営業に該当）の営業は不可」に抵触しているとして、9月2日から複数回営業の改善の指導を行っていたが、それに従わずに営業を継続したため、14日に店へ立ち入りを行い、商品など計約2500点を押収。約1カ月の捜査の後、風営法違反として書類送検し摘発に踏み切った。役員の男は容疑を認めている。
捜査関係者は風営法によるアダルトショップの規定は「『専ら』、性的好奇心をそそる物品を販売する店舗」と定義するが、「『専ら』は具体的にどの程度を指すのかが決まっているわけではないが、今回の件は明らかに法に違反していた」と強調する。一方、捜査関係者は「性的コンテンツを全否定しているわけではない」とも話す。ただ、治安の維持のために風営法の順守が必要とし「ルールを守っている店が大半だ。しっかりと法にのっとり営業することが必要だ」と訴えている。この件で、アダルトショップなどの風俗店営業に課される規制の厳しさが明らかになった。
まんだらけは10月25日付で公式サイトに発表した禁書房摘発に関する見解の中で、警察からの指導を重く受け止めるとともに、禁書房については法令に抵触しない形で営業の再開を検討し、法令遵守に努めるとしている。その一方で「アダルト商品扱う店は他にもあるのに、まんだらけだけ摘発されるのは不公平」という内容の客からの応援とされるメッセージも併載している。

### わいせつ図画有償頒布目的所持などの容疑で摘発
2021年10月から2022年1月にかけて、通販サイトでビニ本の画像を掲載、東京と大阪の3店舗及び千葉県内の倉庫にビニ本約400冊を販売目的で所持していたとして、警視庁保安課はわいせつ図画頒布などの疑いで2022年5月27日に社長や大阪の店舗の店長、従業員ら5人を書類送検（後に不起訴処分）した。まんだらけでは2010年頃からビニ本の取り扱いを行っており、2022年までの間に約1440万円を売り上げていた。11月11日には東京都公安委員会が中野店・渋谷店に対し、アダルトグッズやビニ本などアダルト関連商品について180日間の販売停止を命じる行政処分を決定している。

### 落書き犯の映像公開に対する是非
2022年10月22日午前4時半頃、大阪のグランドカオス店の外壁が数名の集団によって落書きされた。まんだらけ側は直ちに警察に被害届を出すとともに公式サイトで事件について公表、犯人側に警察及び店舗に出向くよう呼びかけたが、1週間経っても名乗り出なかったため、動画投稿サイトで防犯カメラの映像を公開するとともに情報提供を募り、有力情報については謝礼金を支払うことを決めた。
まんだらけ側は「泣き寝入りしたくない」と公開の意図を語っており、また上述の万引き犯の画像公開事例も踏まえて「犯罪には毅然とした対応を取るという会社の姿勢は変わっていない」と強調している。ネット上では「公開して犯人を捜したいというのは普通の考え」と肯定的な意見も見られる一方、「私刑の感じがする」「ルールを作らないと無罪の人間を社会的に抹殺することもできる」と否定的・慎重な姿勢を求める意見も見られた。